# 三教堂 (泽州县)
三教堂，位于山西省晋城市泽州县南岭镇陟椒村，是中华人民共和国山西省文物保护单位之一。
2004年6月10日，授予山西省文物保护单位，是一座古建筑。